# Holzham (Gemeinde Ottnang)
Holzham ist eine Ortschaft in der Gemeinde Ottnang am Hausruck im Bezirk Vöcklabruck, Oberösterreich.
Die Ortschaft nördlich von Ottnang befindet sich am Südabfall des östlichen Ausläufers des Hausrucks. Am 1. Jänner 2024 (1. Januar 2023) zählte die kleine Ortschaft 53 Einwohner.